# فيديريكو بيكورو
فيديريكو بيكورو أكييمي نتشاما (بالإسبانية: Federico Bicoro Akieme Nchama)‏ المعروف بلقب فيديريكو بيكورو (ولد في 17 مارس 1996 في دوالا، الكاميرون) لاعب كرة قدم كاميروني / غيني إستوائي دولي يجيد اللعب في مركز الوسط المحوري وأيضا الظهير الأيسر والجناح الأيسر. يلعب حاليا لصالح الإفريقي في الدوري التونسي الممتاز منذ 13 سبتمبر 2023.

## المسيرة الرياضية

### الأندية
بدأ بيكورو مسيرته المهنية مع نادي أكونانغوي لكرة القدم حيث كان يُعرف باسم سيسينيو. في عام 2015 انتقل إلى سوني إيلا نغيما ولعب مع الفريق في دوري أبطال أفريقيا. كما لعب في أكاديمية كانو سبورت.
في سبتمبر 2016 بعد تألقه على أساس تجريبي وافق بيكورو على عقد لمدة عامين مع فريق ريكرياتيفو دي هويلفا الإسباني. لم يكن من الممكن إكمال صفقته بسبب مشاكل في أوراقه ووقع بدلا من ذلك مع ريال سوسيداد ديبورتيفا الكالا في الدرجة الثالثة في فبراير التالي.
في 18 أغسطس 2017 انضم بيكورو إلى نادي سان سيباستيان دي لوس رييس في دوري الدرجة الثالثة. سجل هدفه الأول للنادي في 7 يناير من العام التالي مسجلا هدف التعادل في الفوز 3–1 خارج أرضه على نادي إس دي بونفيرادينا.
في 31 يناير 2018 وقع بيكورو مع نادي لوركا في دوري الدرجة الثانية. لعب أول مباراة احترافية له في 11 مارس حيث لعب أساسيا وتم طرده في الخسارة 1–3 أمام ريال سرقسطة.
في 24 يوليو 2018 انضم بيكورو إلى سي دي تيرويل في الدرجة الثالثة. في 11 يونيو التالي وافق على عقد لمدة أربع سنوات مع سرقسطة في القسم الثاني ولكن تمت إعارته إلى سي دي باداجوز في 16 يناير 2020.
في 4 سبتمبر 2020 وافق بيكورو على صفقة إعارة لمدة عام واحد مع نادي نومانسيا الذي هبط مؤخرا إلى الدرجة الثالثة. في 26 يناير التالي بعد ظهوره نادرا انتقل إلى فريق بادالونا في الدوري أيضا في صفقة مؤقتة. في يوليو 2021 انتقل على سبيل الإعارة إلى نادي هيركوليس.
في 4 سبتمبر 2023 انتقل بيكورو من ساندفيورد النرويجي إلى الأهلي البحريني في صفقة انتقال حر.
في 11 سبتمبر 2023 رحل بيكورو بشكل مفاجيء عن الأهلي.
وقع مع النادي الإفريقي التونسي في سبتمبر 2023.

### المنتخبات
لعب بيكورو أول مباراة دولية له مع منتخب غينيا الاستوائية في 4 سبتمبر 2013 حيث ظهر في مباراة ودية خارج نطاق الفيفا ضد ليبيا والتي انتهت بالتعادل 1–1. أول ظهور رسمي له مع الفريق جاء في 6 يونيو 2015، حيث شارك أساسيا في الفوز 1–0 خارج أرضه على أندورا.
سجل بيكورو هدفه الدولي الأول في 9 أكتوبر 2017 مسجلا الهدف الثاني لفريقه في الفوز 3–1 على ضيفه موريشيوس.

## روابط خارجية
- فيديريكو بيكورو على موقع قاعدة بيانات كرة القدم.إي يو (الإنجليزية)
- فيديريكو بيكورو على موقع ناشيونال فوتبول تيمز (الإنجليزية)
- فيديريكو بيكورو على موقع Soccerbase.com (لاعب) (الإنجليزية)
- فيديريكو بيكورو على موقع Soccerway.com (الإنجليزية)
- فيديريكو بيكورو على موقع AS.com (الإسبانية)